# Mahdi

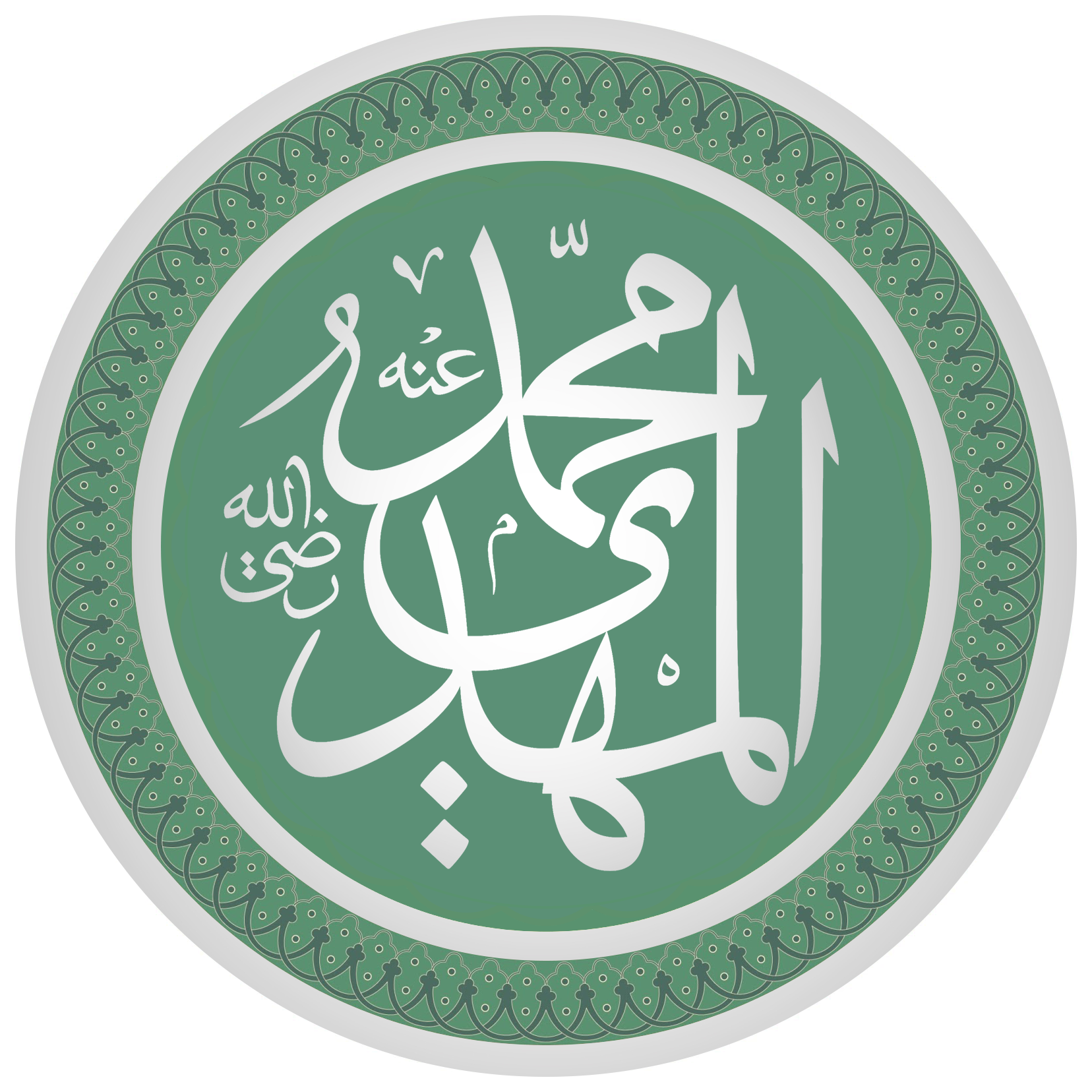
Mahdi

Mahdi là giáo điển của Islam giáo về cách hành xử vào năm thứ 7, năm thứ 8 và năm thứ 19 trước cuộc thẩm phán tối hậu và người cứu thế thế gian, được đề cập trong cuốn "Thánh huấn" của tiên tri Muhammad。

## Từ nguyên
Thuật ngữ Mahdi bắt nguồn từ gốc tiếng Ả Rập h-d-y ( ه-د-ي ), thường được dùng để chỉ "sự hướng dẫn của thần thánh".  Mặc dù nguồn gốc xuất hiện trong Kinh Qur'an ở nhiều nơi và trong nhiều bối cảnh khác nhau, từ Mahdi không bao giờ xuất hiện trong sách.  Động từ liên quan là hada, có nghĩa là hướng dẫn. Tuy nhiên, Mahdi có thể được đọc ở dạng chủ động, có nghĩa là người hướng dẫn, cũng như dạng bị động, có nghĩa là người được hướng dẫn. 
1. ↑  Madelung 1986, tr. 1231.
2. ↑  Arjomand 2007, tr. 134–136.
3. ↑  Cook 2002a, tr. 138–139.